# Dies adest celebris

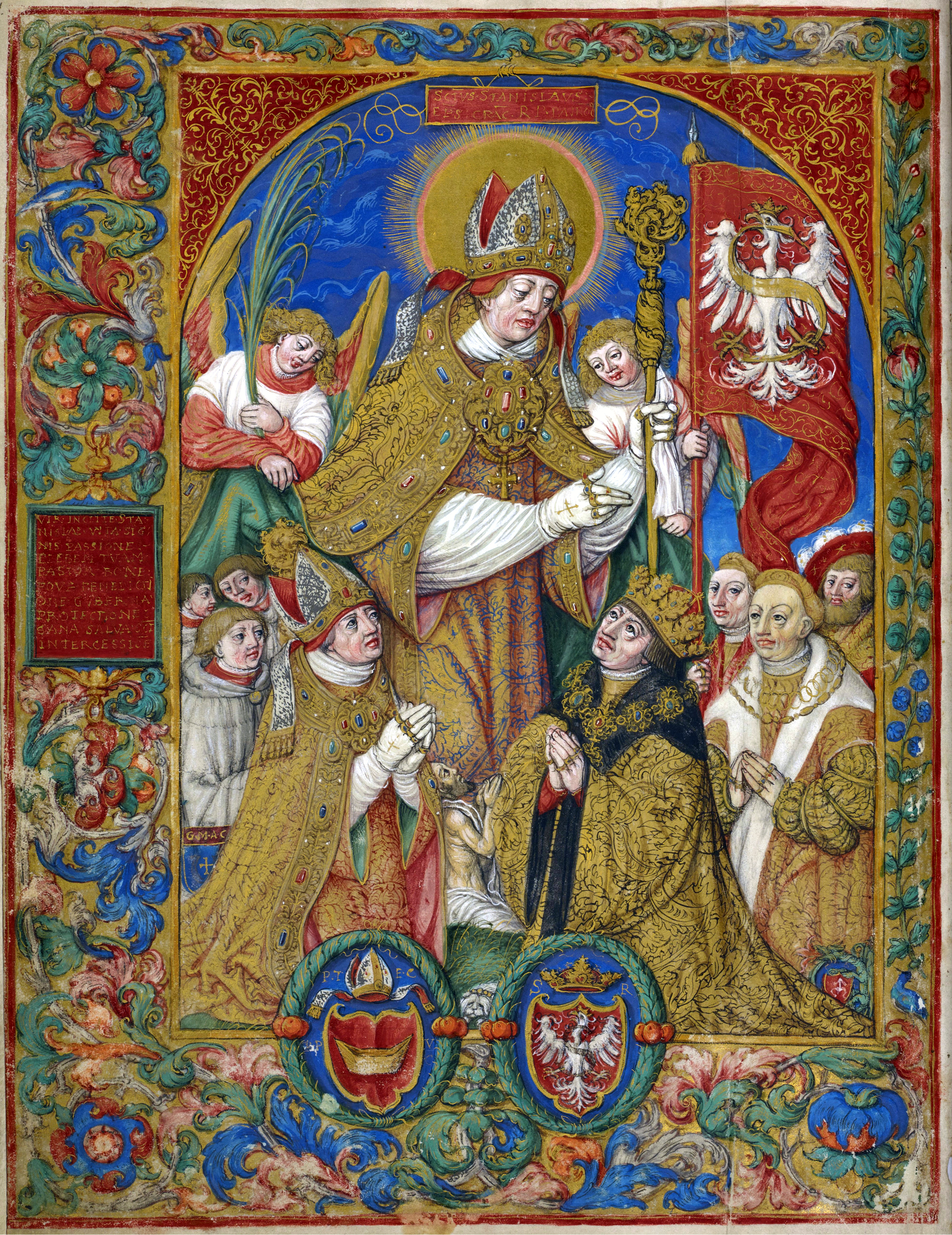
Św. Stanisław, miniatura z XVI w.

Dies adest celebris (Nadchodzi dzień uroczysty) – średniowieczne łacińskie oficjum rymowane poświęcone św. Stanisławowi.

## Okoliczności powstania
Oficjum Dies adest celebris jest najstarszym znanym polskim oficjum rymowanym. Autorstwo utworu nie jest pewne. Dzieło najczęściej przypisuje się Wincentemu z Kielczy. Utwór powstał prawdopodobnie w Krakowie niedługo po kanonizacji św. Stanisława w 1253, a jego inspiratorem mógł być biskup krakowski Jan Prandota. W latach 1253–1261 powstały też dwa inne utwory Wincentego z Kielczy o podobnej tematyce – żywoty św. Stanisława: Vita minor i Vita maior.

## Budowa i treść
Oficjum składa się z 34 utworów poetyckich, wśród których są: 24 antyfony, 9 responsoriów, 2 hymny i 1 inwitatorium. Całość podzielona jest na cztery części, zgodnie z układem godzin brewiarzowych.
Cykl zawiera nie tylko wątki hagiograficzne dotyczące św. Stanisława, ale również motywy patriotyczne. Eksponowana jest szczególna rola Krakowa jako miejsca działalności i śmierci św. Stanisława. Dzięki tej wplecionej tematyce narodowej utwór zyskał popularność w czasie rozbicia dzielnicowego.

### Część pierwsza
Część ta przeznaczona jest na pierwsze nieszpory(Vesperae). Zaczyna się od pięciu antyfon, z których pierwsza spełnia funkcję wstępu do całego oficjum. Zawarta jest w niej inwokacja do narodu: Polska oraz Kraków, jako stolica i miejsce zgonu św. Stanisława, wzywane są do wspólnej radości z powodu pośmiertnej chwały świętego. W kolejnych antyfonach przedstawione są fakty z życia Stanisława (młodość i edukacja, wyniesienie na biskupstwo, świątobliwe i skromne życie). Po antyfonach następuje hymn. Dawniej uważano, że był to hymn Pollens doxis promicuit sidus (Rozbłysła gwiazda pełna chwały), współcześnie jednak przyjmuje się, że był to utwór Gaude Mater Polonia Wincentego z Kielczy. Pierwsza część oficjum kończy się antyfoną do kantyku biblijnego Magnificat.

### Część druga
Część druga przeznaczona jest na Jutrznię (Matutinum), po reformie posoborowej nazywane jest Godziną Czytań. Rozpoczyna ją czterowersowe inwitatorium, nawołujące do oddania czci Chrystusowi, dzięki któremu św. Stanisław mógł odnieść tryumf na królem. Po wezwaniu następuje cykl antyfon i responsoriów, podzielony na 3 części, z których każda składa się z 3 antyfon i 3 responsoriów. Dwie pierwsze części nawiązują do wybranych zdarzeń z życia biskupa, zmagań z królem Bolesławem Śmiałym i męczeńskiej śmierci, pochwałę świętego i potępienie króla. W trzeciej grupie dominuje tematyka pośmiertnej sławy biskupa i cudów.

### Część trzecia
Część ta przeznaczona jest na Chwalbę(Laudes). Składa się z pięciu antyfon do psalmów i jednej antyfony do kantyku biblijnego Benedictus.

### Część czwarta
Część czwarta przeznaczona jest na drugie nieszpory. Składają się na nią dwa elementy: hymn (uznaje się, że był to Gaude Mater Polonia) oraz antyfona do kantyku Magnificat. Antyfona ta zawiera modlitewną prośbę do św. Stanisława o opiekę nad narodem oraz krajem i stanowi zamknięcie całego oficjum.